# Местный диспетчерский пункт
Местный диспетчерский пункт (МДП) — пункт управления воздушным движением, контролирующий полёты авиации в пределах определённого географического региона на местных воздушных линиях и в районах авиационных работ. Радиопозывной МДП обычно состоит из действительного или условного наименования центра региона, с добавлением слова «район»; например: «Самара-район», «Тафта-район» и т.д.
В России территория ответственности каждого МДП включает обычно один или сразу несколько административных регионов страны.